# Abram Hewitt
Abram Stevens Hewitt, född 31 juli 1822 i Haverstraw, New York, död 18 januari 1903 i New York, var en amerikansk industrialist inom järnproduktionen och politiker (demokrat). Han var New Yorks borgmästare 1887–1888.
Hewitt utexaminerades 1842 från Columbia College, studerade juridik och inledde 1845 sin karriär som advokat. Han fick besvär med synen och lämnade advokatbanan och satsade istället på järnindustrin där hans affärskumpan var den betydande magnaten Peter Cooper. Hewitt var ledamot av USA:s representanthus 1875–1879 och 1881–1886.
Hewitt efterträdde 1876 Augustus Schell som ordförande i Democratic National Committee och efterträddes 1877 av William Henry Barnum.
I borgmästarvalet i New York 1886 besegrade Hewitt arbetarrörelsens portalfigur Henry George som kandiderade för United Labor Party och republikanen Theodore Roosevelt.
Hewitt blev en del av Peter Coopers närmaste krets genom magnatens son Edward Cooper som var hans studiekompis vid Columbia College. Han gifte sig med Peter Coopers dotter Sarah Amelia Cooper och paret fick sex barn, bland dem uppfinnaren Peter Cooper Hewitt. Parets dotterdotter Eleanor Margaret Green gifte sig med en dansk prins, Viggo av Rosenborg.
Orten Hewitt i New Jersey är uppkallad efter Abram Hewitt.